# Ruk (natuurkunde)
De ruk (jerk = plotse verandering in het Engels) is de tijdsafgeleide van de versnelling. Het is dus de derde afgeleide naar de tijd van de positie:
{\displaystyle {\vec {j}}={\frac {\mathrm {d} {\vec {a}}}{\mathrm {d} t}}={\frac {\mathrm {d} ^{2}{\vec {v}}}{\mathrm {d} t^{2}}}={\frac {\mathrm {d} ^{3}{\vec {r}}}{\mathrm {d} t^{3}}}={\overset {...}{\vec {r}}}(t)}
Hierin is 
{\displaystyle {\vec {r}}(t)} de positie
{\displaystyle {\vec {v}}(t)={\dot {\vec {r}}}(t)} de snelheid
{\displaystyle {\vec {a}}(t)={\ddot {\vec {r}}}(t)} de versnelling
De eenheid van ruk is {\displaystyle m/s^{3}}.
In het Engels bestaan ook namen voor nog hogere afgeleiden van de plaatsvector:
- vierde afgeleide: ‘snap’ of ‘jounce’ (van het werkwoord ‘to snap’, dat o.a. happen betekent)
- vijfde afgeleide: ‘crackle’
- zesde afgeleide: ‘pop’.